# 富士通クリニック
富士通クリニック（ふじつうくりにっく）は、神奈川県川崎市中原区上小田中にある企業立の診療所。富士通株式会社が運営する。2009年（平成21年）4月1日に富士通川崎病院から富士通病院に改称。2010年（平成22年）7月1日に富士通クリニックに改称。

## 沿革と特徴
1944年（昭和19年）、富士通が従業員とその家族を対象として川崎工場の構内に診療所を開設。1963年（昭和38年）、川崎工場の東門前に新築（51床）。1993年（平成5年）現在の病院を新築(46床)。2010年（平成22年）病棟を廃止。現在、常勤医は11名。
富士通の従業員だけでなく、地域の一般の患者も受診できる。院外処方を行う診療所・病院が多い中、当診療所は院内処方を特徴としている。当診療所内に売店はない（ただし、飲料とマスクの自動販売機がある）。

## 診療科
- 内科
- 整形外科
- 皮膚科
- 耳鼻咽喉科
- 眼科
- 歯科・歯科口腔外科

## 交通アクセス
- JR東日本南武線武蔵中原駅から徒歩約5分。